# Megalithanlagen bei Westerwanna
Koordinaten: 53° 45′ 8″ N, 8° 43′ 40″ O

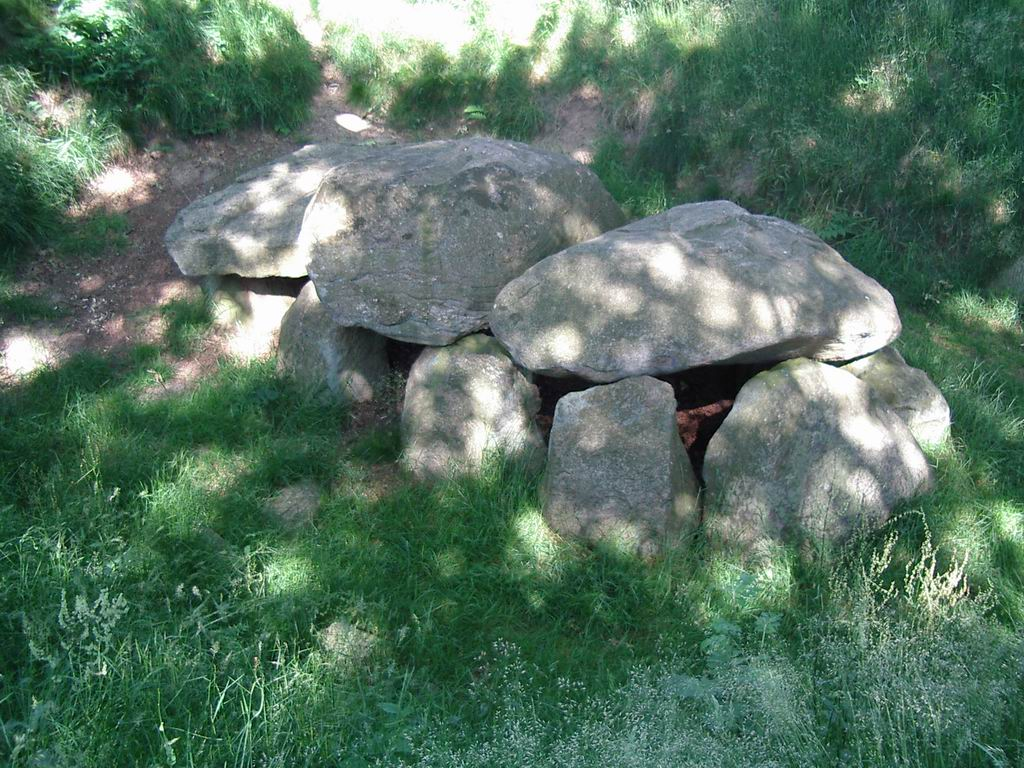
Das Ganggrab am Postweg

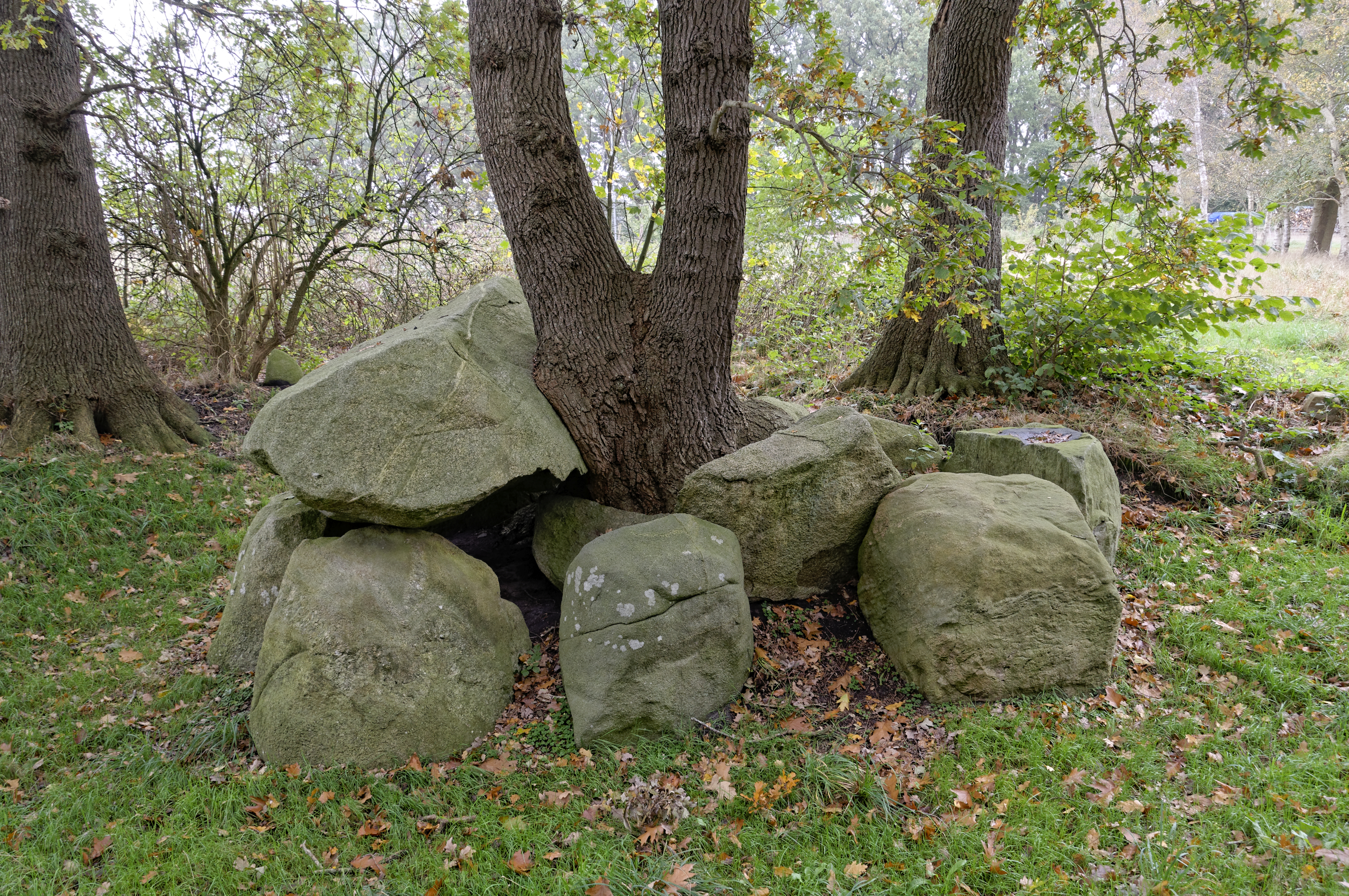
Das Großsteingrab „Karlskirche“ am Seeweg

Die Megalithanlagen bei Westerwanna in der Samtgemeinde Land Hadeln im Elbe-Weser-Dreieck in Niedersachsen liegen westlich von Westerwanna im Moor und in der Süderheide. Die Großsteingräber entstand zwischen 3500 und 2800 v. Chr. in der Jungsteinzeit als Megalithanlagen der Trichterbecherkultur (TBK). „Neolithische Monumente sind Ausdruck der Kultur und Ideologie jungsteinzeitlicher Gesellschaften. Ihre Entstehung und Funktion gelten als Kennzeichen der sozialen Entwicklung“.
Die schwer zugänglichen Steingräber im Moor liegen etwa 3,5 km westlich des Dorfes (Richtung Lüdingworth) in einer Birkengruppe.
- Anlage I mit der Sprockhoff-Nr. 631 ist ein gut erhaltener erweiterter Dolmen mit zwei Decksteinen von 2,5 × 1,3 m. Bis  auf den zerbrochenen Endstein sind alle Trag- und Decksteine in situ erhalten. Verstreut um die Kammer liegende Steine deuten möglicherweise ein ganz enges Hünenbett an.
- Anlage II mit der Sprockhoff-Nr. 632 lässt nur vier Decksteine der Kammer erkennen, deren größter Teil im moorigen Erdreich steckt.
- Anlage III mit der Sprockhoff-Nr. 633 Von den vier Decksteinen der Kammer liegt nur noch der westliche auf. Zwei weitere Decksteine sind noch vorhanden, ebenso sieben Trag- und ein Endstein.
- Anlage IV mit der Sprockhoff-Nr. 634 ist der Rest eines Hünenbettes, dessen Erddamm mit einer tiefen Eingrabung in der Mitte noch auf 30 m Länge zu erkennen ist. Von der Einfassung und der Kammer sind nur noch einige verstreut liegende Steine erhalten.

Früher soll das Hünenbett auf jeder Seite 24 Randsteine und eine etwa 4,0 × 3,0 m große Kammer mit einem Zugang im Süden besessen haben. Um 1900 transportierte man die Steine nach Westerwanna, um sie dort beim Straßenbau zu verwenden. Westlich der Steingräber liegt im Weideland ein Grabhügel.
In der Süderheide von Westerwanna, 600 m westlich des Dorfes unweit des Postweges liegt ein gut erhaltenes Ganggrab mit der Sprockhoff-Nr. 635. Alle drei Decksteine, je vier Träger der Langseiten und beide Endsteine sind vorhanden, wenn auch nicht alle in situ. Vom Zugang an der Südostseite sind noch vier umgefallene Gangsteine zu sehen. Der nördliche Deckstein trägt über 20 Schälchen. Die Kammer wird noch von den beträchtlichen Resten des ehemaligen Hügels umgeben, dessen Randsteine jedoch fehlen.
In den Feldern östlich des Ganggrabes liegen ansehnliche Hügelgräber. Sie sind der Rest eines größeren Gräberfeldes. Bei verschiedenen Grabungen konnten Befunde erbracht werden, die neolithische Steinkammern oder bronzezeitliche Bestattungen in den Hügeln erwarten lassen. An und um die Hügel wurde aber auch später bestattet: Es fehlt nicht an Belegen für Urnenbestattungen aus der jüngeren Bronzezeit bis in die Römische Kaiserzeit.